# Фауна Мадагаскара

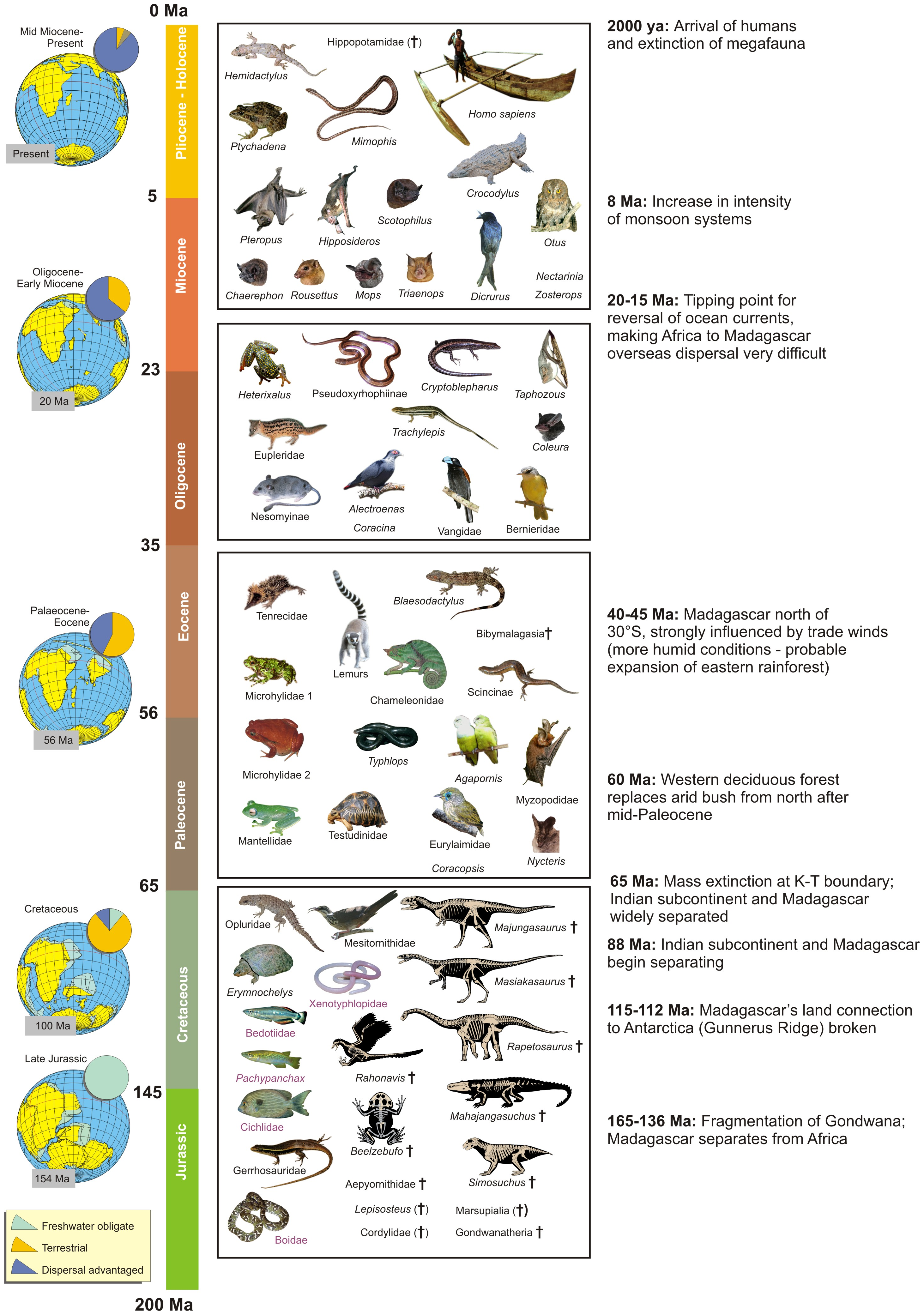
История фауны Мадагаскара в контексте тектоники плит и палеоклимата за последние 200 миллионов лет (Эпиорнисовые появились позже, чем указано).

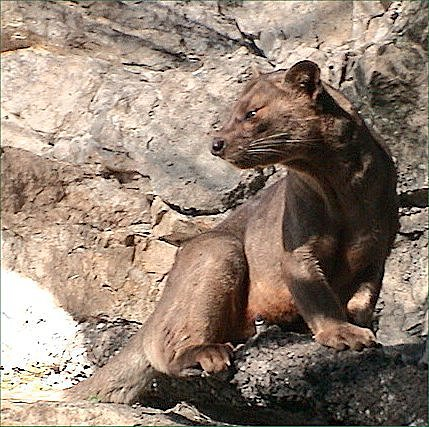
Хорошим примером мадагаскарской конвергентной эволюции является фосса, мадагаскарский хищник, которое эволюционировало по внешнему виду и поведению настолько похоже на большую кошку, что первоначально было классифицировано в семейство Кошачьих, хотя на самом деле оно более тесно связано с мангустами

Фауна Мадагаскара является частью дикой природы Мадагаскара.
Мадагаскар был изолированным островом около 70 миллионов лет, откололся от Африки около 165 миллионов лет назад, а затем от Индии почти 100 миллионов лет спустя. Эта изоляция привела к развитию уникальной эндемичной фауны.
До появления людей около 2000 лет назад здесь обитало много крупных и необычных животных, происходящих от видов, которые первоначально присутствовали, когда Мадагаскар стал островом, или от видов, которые позже пересекли море и прибыли на Мадагаскар. Экологические ниши часто заполнялись животными с совершенно иной историей, чем на материковой части Африки, что часто приводило к конвергентной эволюции. Большая часть этих эндемичных животных вымерла со времени появления человека, особенно мегафауна.
Несмотря на это, а также массовую вырубку лесов, Мадагаскар по-прежнему является домом для невероятного множества диких животных, подавляющее большинство из которых является уникальными в мире. Мадагаскар является главным местом для экотуризма с более чем пятьюдесятью национальными парками и другими охраняемыми территориями.
Считается, что было только четыре случая колонизации наземных млекопитающих из материковой Африки. Они привезли на Мадагаскар предков его тенреков, лемуров, хищников и грызунов. Другими колонизациями млекопитающих были колонизация земноводных гиппопотамов (ныне вымерших) и летучих мышей.

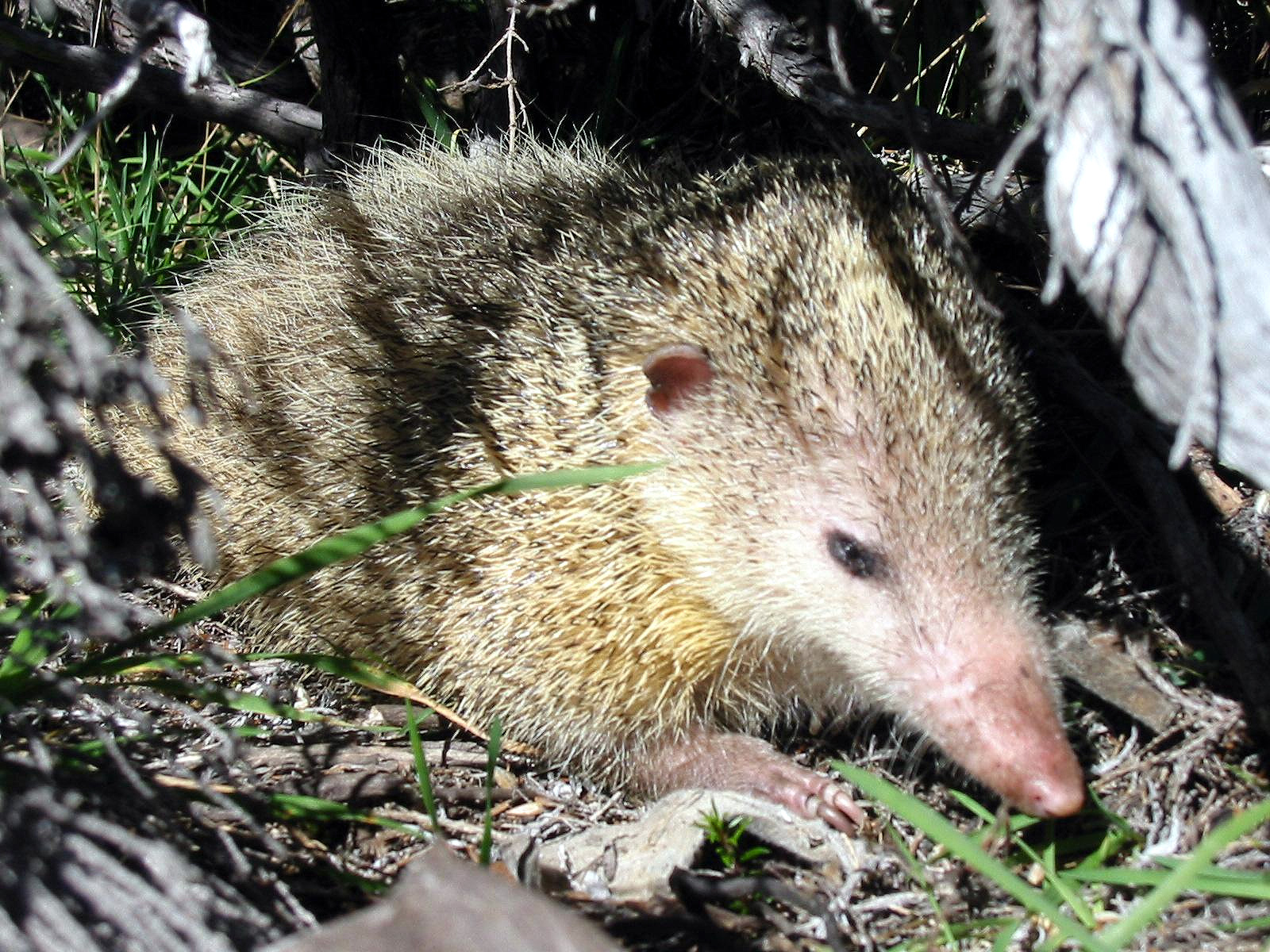
Обыкновенный тенрек (Tenrec ecaudatus), крупнейший из тенреков.

## Млекопитающие
Лемуры являются самыми известными из млекопитающих Мадагаскара. Их можно встретить только на Мадагаскаре. В отсутствие обезьян и других конкурентов эти приматы приспособились к широкому спектру местообитаний и разделились на множество видов. Тенреки — это еще одна группа млекопитающих, характерная для Мадагаскара. Большинство мировых видов этих мелких и средних насекомоядных обитает на острове. Грызуны слабо представлены на острове, имея лишь горстку местных видов, все они принадлежат к подсемейству Nesomyinae. В их число входит мадагаскарская гигантская крыса, находящаяся под угрозой исчезновения. Из-за их способности летать, на острове появилось большее разнообразие летучих мышей. Однако лишь около трети из них являются эндемиками, что ниже, чем в других группах наземных млекопитающих. На острове обитает восемь видов хищников, и все они в настоящее время относятся к эндемичному семейству Eupleridae. Фосса — самая крупная из них.

### Существующие млекопитающие Мадагаскара
Лемуры: По состоянию на 2008 год официально насчитывается 97 видов и подвидов лемуров, 39 из которых были описаны зоологами в период с 2000 по 2008 год. Из 51 вида, которые были оценены МСОП в том году, 43 были отнесены к категории угрожаемых в той или иной степени, причем шесть видов были отнесены к категории «находящихся под угрозой исчезновения», что является обозначением самого высокого риска. В 2012 году оценки стали значительно более пессимистичными.
Eupleridae: Основным среди этих мадагаскарских хищников является фосса (Cryptoprocta ferox) — животное, внешне похожее на кошку. К другим хищникам Мадагаскара относится фаналука (Fossa fossana), которую, несмотря на ее научное название, не следует путать с фоссой. Его также не следует путать с животным с очень похожим названием фаланук (Eupleres goudotii), также известным как малагасийская мелкозубая циветта. На Мадагаскаре также обитают пять видов мангустов, а также небольшая индийская циветта — одно из хищных животных, которое, как полагают, было завезено на остров.
Тенрековые: Три вида тенреков (выдровые землеройки) встречаются на материковой части Африки. Большинство тенреков, около 30 видов, обитают на Мадагаскаре. Они распространились во множество различных экологических ниш. Например, болотный тенрек (Limnogale mergulus) по внешнему виду и поведению напоминают речных выдр. Малый ежовый тенрек (Echinops telfairi) напоминает своего тезку ежа.
Грызуны: На Мадагаскаре известно около 30 видов местных грызунов, три из которых в настоящее время вымерли. Все они являются членами подсемейства Nesomyinae. Они также заняли различные ниши.
Рукокрылые: На Мадагаскаре известно около 69 видов летучих мышей, более половины из которых являются эндемиками острова (см. Список летучих мышей Мадагаскара).

### Вымершие млекопитающие Мадагаскара
Plesiorycteropus (P. germainepetterae, P. madagascariensis): Один или два вида таинственных трубкозубовидных родственников тенреков, которые, возможно, вымерли около 1000 лет назад.
Гигантские лемуры: По меньшей мере 17 видов лемуров вымерли с тех пор, как человек прибыл на Мадагаскар, и все они были крупнее, чем выжившие виды лемуров. Они включают в себя гигантский айе-айе, в три-пять раз тяжелее, чем сохранившиеся виды. Мегаладаписы, род включающий три вида, достигал размеров орангутанов. Восемь ленивцевых лемуров демонстрируют эволюционную конвергенцию с южноамериканскими ленивцами; палеопропитек был размером с шимпанзе, в то время как Archaeoindris вырос более чем до 200 кг, более массивный, чем серебристая горилла.
Гигантская фосса (Cryptoprocta spelea): На окаменелостях Мадагаскара обнаружены останки недавно вымершей фоссы, которая была примерно на четверть больше, чем у живого вида, что делает ее близкой к размеру оцелота. Считалось, что этот вид охотился на более крупных лемуров, населявших Мадагаскар, пока остров не был заселен человеком.
Мадагаскарский карликовый бегемот: Считается, что на Мадагаскаре было три вида карликовых гиппопотамов, последний из которых вымер не ранее 1000 лет назад, вероятно, в результате заселения острова человеком.

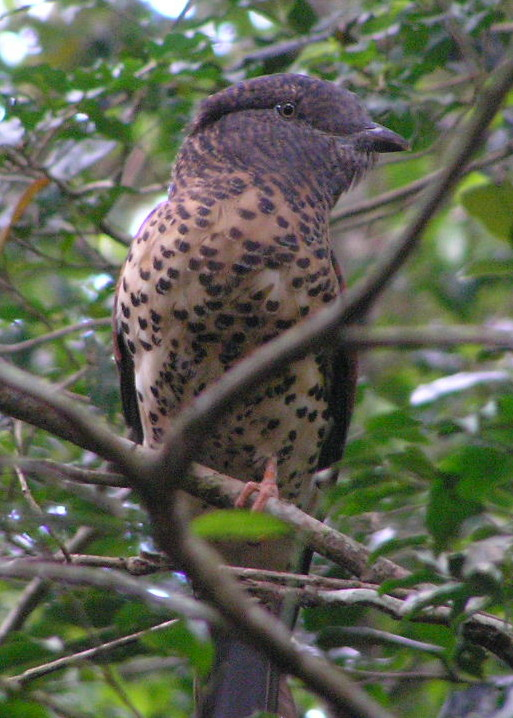
Курол (Leptosomus discolor), единственный член семейства, уникальной для Мадагаскара и близлежащих Коморских островов.

## Птицы
На Мадагаскаре зарегистрировано около 280 видов птиц, и около 200 из них размножаются. Хотя эти цифры относительно невелики для большого тропического острова, существует высокая степень эндемизма. Более 100 видов птиц являются эндемиками, и 49 из них являются эндемиками ограниченного ареала с ареалом менее 50,000 км2. Существует пять семейств птиц, уникальных для Мадагаскара или общих только с Коморскими островами: Мадагаскарские пастушки, Земляные ракши, Куролы, Мадагаскарские питтовые и Ванговые. Кроме того, недавние исследования показывают, что несколько певчих птиц должны быть объединены в новое эндемичное семейство: Малагасийские камышовки.
Птицы-слоны (например, Aepyornis maximus) были нелетающими птицами высотой более трех метров и весом в полтонны. Генетические исследования показали, что их ближайшими живущими родственниками являются киви Новой Зеландии, а не близлежащие страусы Африки; то есть их присутствие на острове, по-видимому, обусловлено расселением на большие расстояния, а не викаризацией. Считается, что они вымерли в течение последнего тысячелетия в результате человеческой деятельности. К другим птицам-эндемикам, исчезнувшим с момента заселения острова человеком, относятся Vanellus madagascariensis и Alopochen sirabensis.

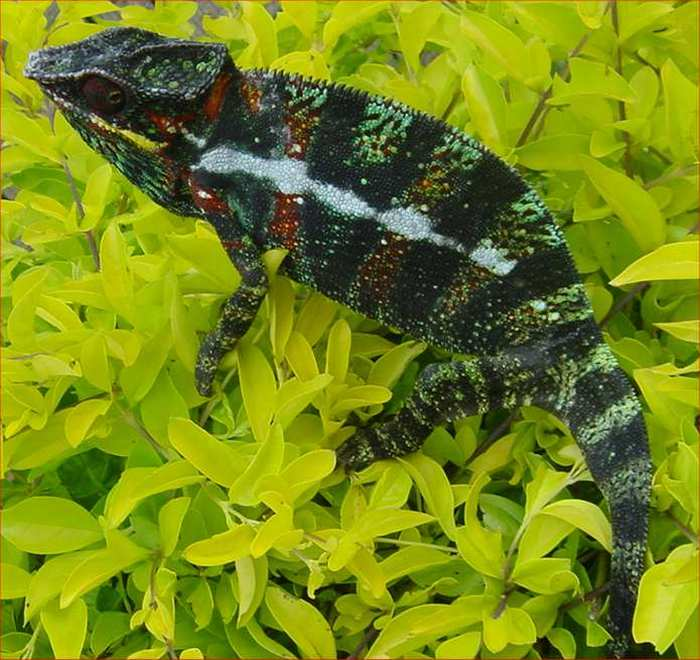
Пантерный хамелеон (Furcifer pardalis), большой хамелеон, который приспособился к искусственной среде обитания.

## Рептилии
Относительно немногие семейства и рода рептилий достигли Мадагаскара, но они диверсифицировались в более чем 260 видов, причем более 90 % из них являются эндемиками. Хамелеоны очень хорошо представлены двумя третями всех обитающих в мире видов. Другие группы ящериц на Мадагаскаре — это гекконы, сцинки, поясохвостые ящерицы и игуаны. На острове обитает более 60 различных змей, и ни одна из них не является опасной для человека. Существует шесть видов сухопутных черепах, пять эндемиков и один интродуцированный вид (гладкая киникса). Сухопутные черепахи включают африканская пеломедуза, мадагаскарская складная черепаха и Pelusios castanoides. Берега используются для гнездования логгерхед, зелёная черепаха и бисса, в то время как оливковая черепаха здесь кормится. Самая крупная рептилия Мадагаскара — малагасийский нильский крокодил, который стал очень редким из-за охоты ради кожи. Эндемичный воай (V. robustus) вымер.
Мадагаскар является оплотом широкого разнообразия эндемичных видов хамелеонов и считается точкой распространения для дневных гекконов. Два рода присутствующих игуан имеют базальное родство с другими игуанами и, как полагают, присутствовали на острове с тех пор, как он отделился от Африки. Мадагаскарская щитоногая черепаха, паучья черепаха, плоскохвостая черепаха, лучистая черепаха и мадагаскарская клювогрудая черепаха находятся под угрозой исчезновения.
- Рода хамелеонов, найденные на Мадагаскаре: Calumma, Furcifer и Brookesia
- Рода игуан, найденные на Мадагаскаре: Chalarodon и Oplurus

## Земноводные

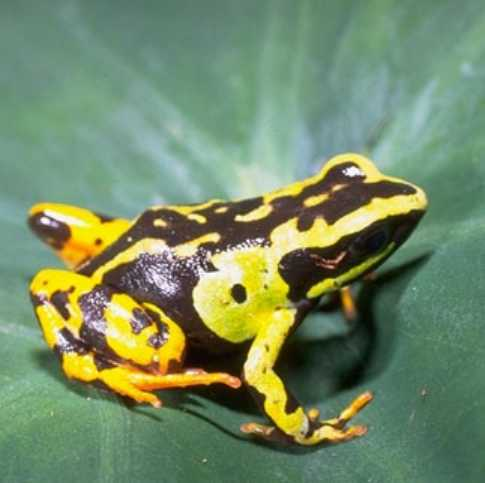
Лягушки Мантелла имеют яркие предупреждающие цвета и их иногда путают с несвязанными с ними древолазами Америки.

На Мадагаскаре насчитывается более 290 видов земноводных, причем новые виды обнаруживаются регулярно. Почти все они являются эндемиками, и большинство из них ограничено девственными лесами. Примеры хорошо известных видов амфибий, найденных на Мадагаскаре, включают Dyscophus antongilii и Mantella aurantiaca.

## Пресноводные рыбы

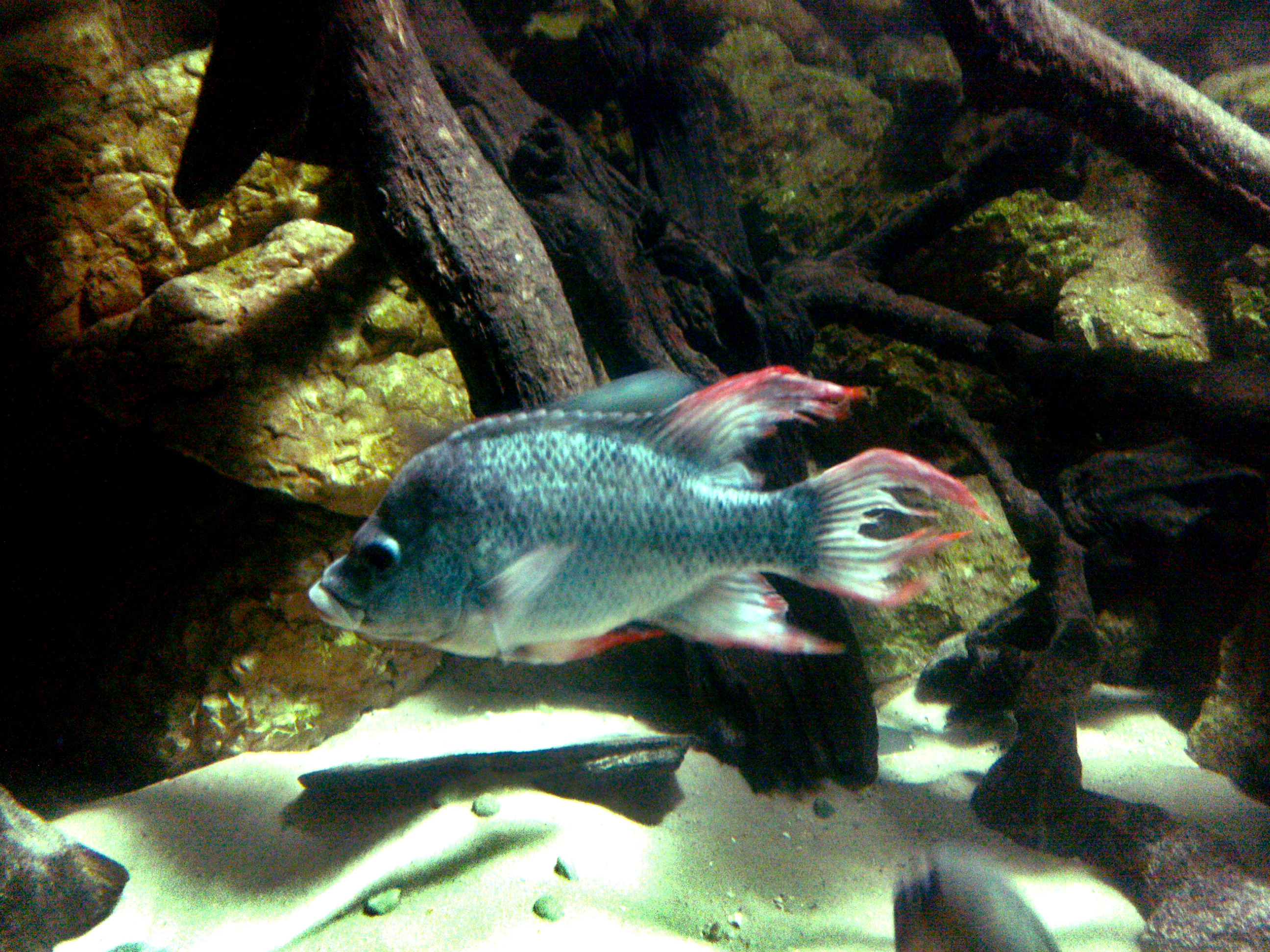
Цихлида Ptychochromis insolitus считалась вымершей в дикой природе (в неволе только самцы) до тех пор, пока не была вновь обнаружена в 2013 году.

Мадагаскар обладает богатой фауной пресноводных рыб с очень высоким уровнем эндемиков. Полное разнообразие неясно, поскольку новые виды описываются регулярно и некоторые виды, возможно, исчезли еще до того, как их обнаружили; оценки показывают, что на острове насчитывается от 135 до 150 местных видов рыб, которые ограничены пресноводными ресурсами (это число значительно возрастает, если включить широко распространенные эвригалинные виды). Среди них есть два семейства, полностью ограниченные Мадагаскаром: Anchariidae и Бедоциевые. Кроме того, несколько родов являются эндемичными для Мадагаскара, включая цихлид (Katria, Oxylapia, Paratilapia, Paretroplus, Ptychochromis и Ptychochromoides), сельдь (Sauvagella и Spratellomorpha), атериновые (Терамулы), спящие бычки (Ratsirakia и Typhleotris), и аплохейловые (Пахипанхаксы — строго говоря, почти эндемичный, так как существует один вид с Сейшельских островов). Есть эндемичные виды из других родов (в частности, Ambassis, Arius, Eleotris, Glossogobius, Kuhlia, Mesopristes, Ophiocara, Pantanodon и Sicyopterus), но они также имеют виды, найденные в других местах.
Географическая история Мадагаскара (давно изолированного, но являющегося частью Гондваны) привела к появлению необычных биогеографических закономерностей, сравнимых с теми, которые наблюдаются в других группах животных и растений острова. Например, самые близкие родственники радужной рыбы Мадагаскара — это «настоящие» радужные рыбы Новой Гвинеи и Австралии, в то время как виды Pachypanchax и Paretroplus имеют своих ближайших родственников в Южной Азии.
Фауна пресноводных рыб на Мадагаскаре резко сократилась из-за утраты мест обитания (загрязнение, заиление после вырубки лесов, плотины и т. д.), чрезмерного вылова и интродуцированных видов (тиляпии, нильский окунь, нильский гетеротис, Channa maculata, зелёный меченосец и многие другие), причем некоторые предполагают, что можно спасти только остатки аборигенов. Среди видов, которые уже считаются вымершими, — Pantanodon madagascariensis и Ptychochromis onilahy.

## Беспозвоночные

### Олигохеты
Тридцать восемь видов дождевых червей зарегистрированы в семи семействах: Megascolecidae, Kynotidae (гигантские дождевые черви; эндемичное семейство с одним родом), Acanthodrilidae, Eudrilidae, Ocneodrilidae, Octochaetidae и Glossoscolecidae. Среди зарегистрированных видов 59 % являются эндемиками.

### Насекомые

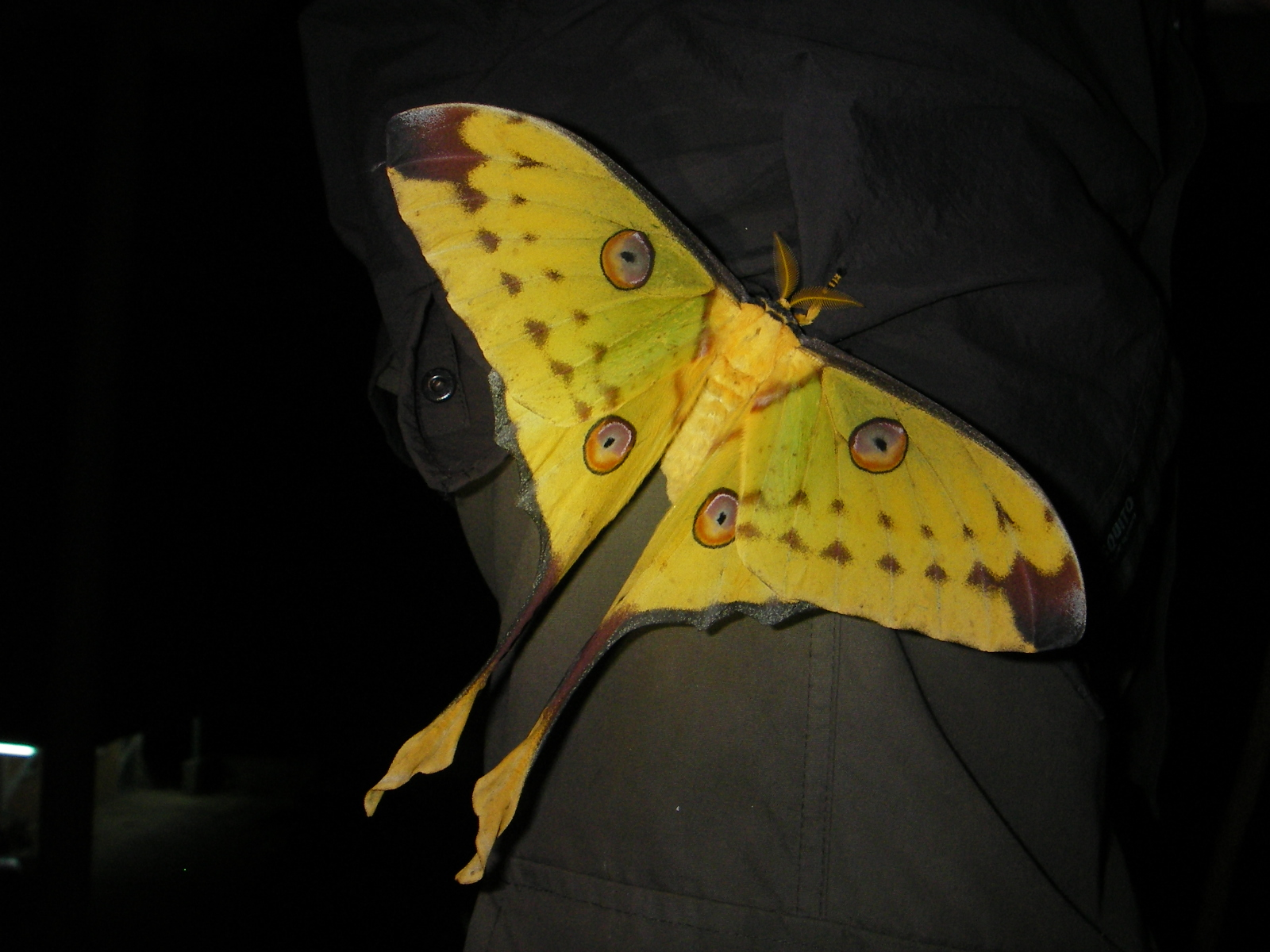
Argema mittrei (Argema mittrei), одна из самых крупных ночных бабочек в мире.

Мадагаскар является родиной огромного разнообразия насекомых, большинство из которых являются эндемиками. Тысячи видов присутствуют в некоторых группах, таких как жуки и мотыльки. На Мадагаскаре насчитывается около 100 000 видов насекомых и их количество постоянно растет. Отличительными видами являются Trachelophorus giraffa, Argema mittrei и Chrysiridia rhipheus. Встречается около 80 видов палочников; виды Achrioptera крупные и красочные, в то время как другие мелкие и очень хорошо замаскированные. Многие из островных богомолов также хорошо замаскированы, имитируя мертвые листья или кору. Здесь обитает более 100 видов тараканов, включая большого мадагаскарского шипящего таракана.
Комары Мадагаскара включают 235 видов, среди которых 138 (59 %) являются эндемиками, а 64 (27 %) имеют известный медицинский или ветеринарный интерес, поскольку они могут передавать заболевания.
Жуки: Различные виды жуков. Например, различные тигровые жуки (Cicindelidae): 109 видов из рода Pogonostoma, 65 видов из рода Physodeutera.
На Мадагаскаре обитает самая маленькая пчела в мире — Liotrigona bitika (Brooks & Michener 1988) с длиной тела менее 2 мм, а также несколько других видов Meliponini.

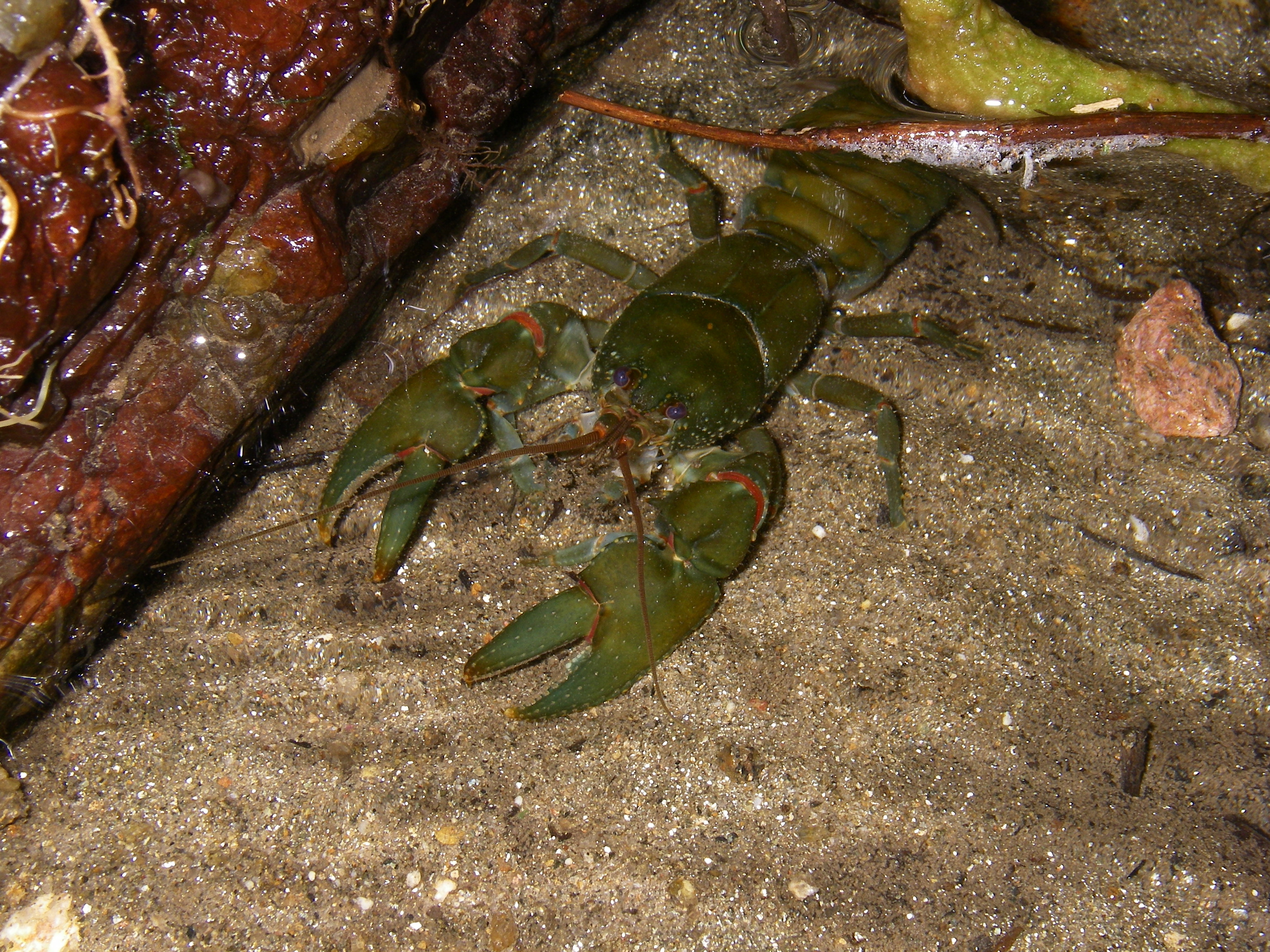
Пресноводные раки Astacoides, по-видимому, являются реликтом Гондваны.

### Пауки
Дарвиновский берестяной паук был обнаружен в 2009 году. Он славится тем, что делает самые прочные и крупные паутины (в диапазоне от 900 до 28000 квадратных сантиметров). Шёлк, производимый этим пауком, в два раза прочнее других обычных паучьих шёлков.

### Пресноводные ракообразные
Мадагаскар является домом для нескольких эндемичных пресноводных ракообразных, в том числе 17 видов крабов-потамонаутид (Boreas, Foza, Hydrothelphusa, Madagapotamon, Malagasya, Marojejy и Skelosophusa), 7 видов раков-парастацид (Astacoides) и креветок-атид.

## Морская жизнь

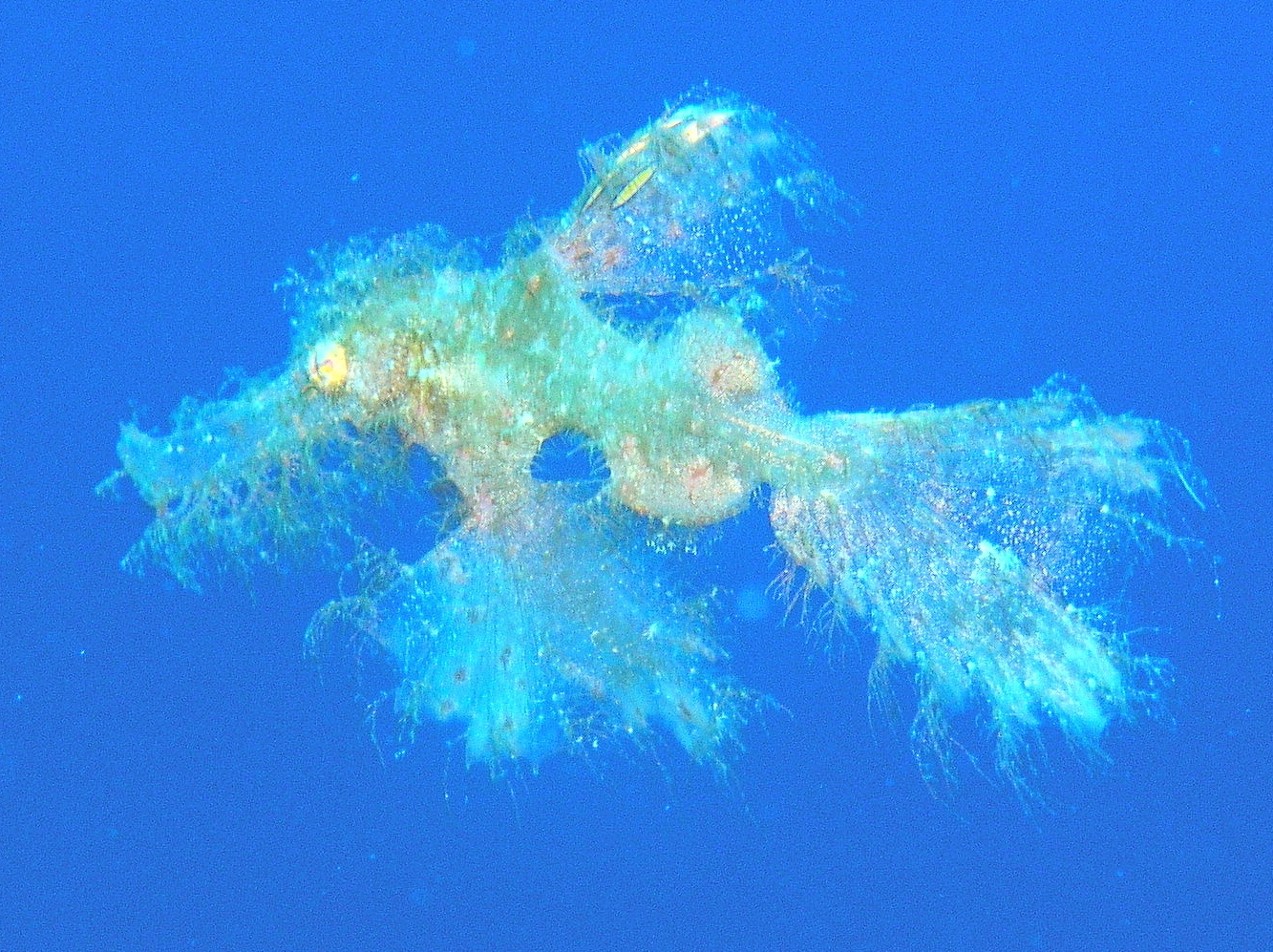
Solenostomus cyanopterus недалеко от Нуси-Бе.

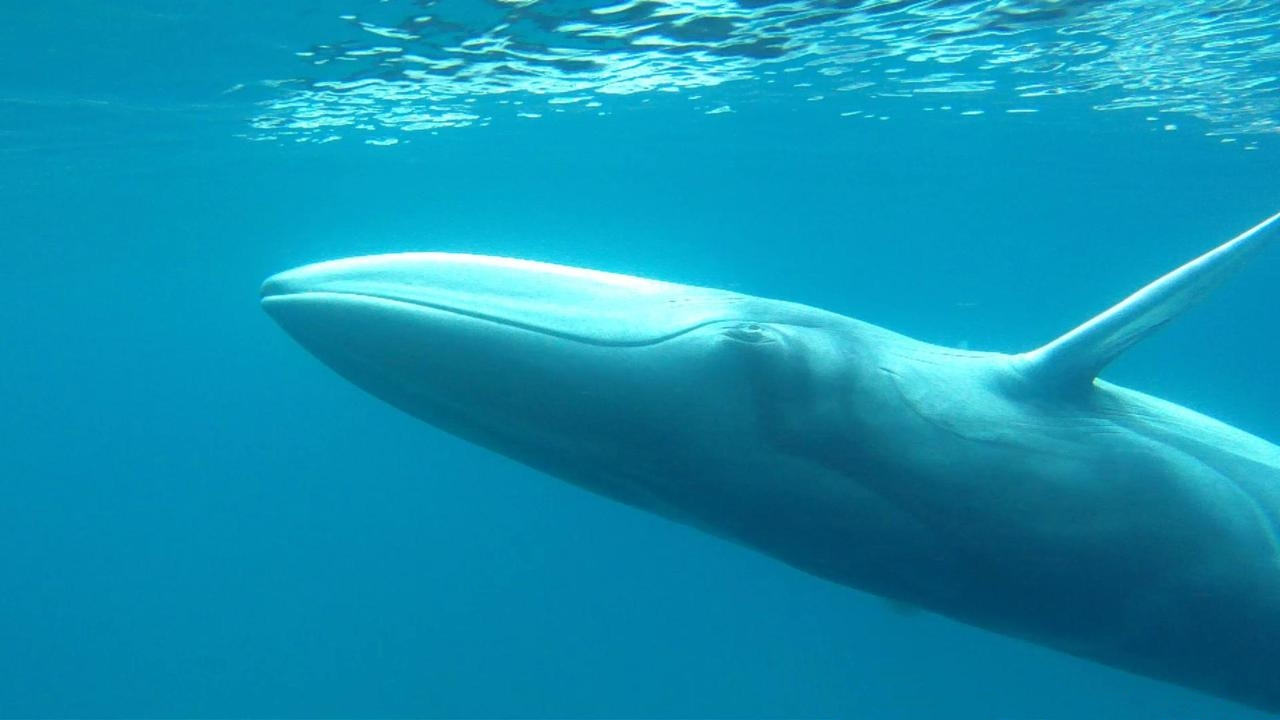
Полосатик Омуры недалеко от Нуси-Бе.

В морях вокруг Мадагаскара обитает большое разнообразие диких животных, включая беспозвоночных. По всему побережью, особенно на западе, до сих пор существует большая площадь мангровых болот, а вокруг острова — обширные коралловые рифы. Встречаются тысячи видов рыб, в том числе редкий целакант. Четыре вида морских черепах размножаются на пляжах, но многие из них используются как пища местными жителями. Что касается китов, то горбатые киты размножаются у юго-западных берегов, таких как остров Сент-Мари, полосатик Омуры, особенно вокруг Нуси-Бе, карликовые синие киты на плато Мадагаскара и южные гладкие киты, медленно растущие вдоль малагасийского побережья.

## Местные названия вымершей мегафауны
Птицы
- Vorompatra: Эпиорнисы

Лемуры
См. Субфоссильные лемуры.
- Tratratratra, tretretretre: вероятно Палеопропитеки (тип ленивцевых лемуров)
- Tokandia: вероятно Мегаладаписы (коала-лемуры)
- Kidoky: Гадропитеки или Археолемуры (обезьяны-лемуры, бабуины-лемуры)

Другие 
- Kilopilopitsofy, tsomgomby, railalomena: Мадагаскарский карликовый бегемот
- Antamba: Гигантская фосса или похожие

## Утрата мест обитания
Большая часть местообитаний Мадагаскара находится в опасности; им угрожают сегодняшние требования и растущие потребности. Особенно серьезный экологический ущерб был нанесен влажным лесам. Fauna and Flora International, сокращенно FFI, является одной из организаций, оказывающих поддержку местообитаниям Мадагаскара.

## В популярной культуре
- В рамках природоохранных мероприятий Общество охраны дикой природы недавно открыло выставку Мадагаскар! в зоопарке Бронкса.
- В 2005 году в анимационном фильме Мадагаскар был показан ряд животных Мадагаскара в качестве мультипликационных персонажей.

## Внешние ссылки
- Large database of local names of fauna of Madagascar with English and scientific names
- Moravec J. (2010): Tiger Beetles of the Madagascan Region (Madagascar, Seychelles, Comoros, Mascarenes, and other islands) Taxonomic revision of the 17 genera occurring in the region (Coleoptera: Cicindelidae),430 pp.
- Madagascar and other Islands: Human Settlers Invade Paradise
- New York Academy of Sciences Podcast